# Cinglas
Singles és un municipi francès situat al departament del Puèi Domat i a la regió d'Alvèrnia-Roine-Alps. L'any 2007 tenia 192 habitants.

## Demografia

### Població
El 2007 la població de fet de Singles era de 192 persones. Hi havia 100 famílies de les quals 41 eren unipersonals (32 homes vivint sols i 9 dones vivint soles), 41 parelles sense fills i 18 parelles amb fills.
La població ha evolucionat segons el següent gràfic:
Habitants censats

### Habitatges
El 2007 hi havia 233 habitatges, 102 eren l'habitatge principal de la família, 92 eren segones residències i 39 estaven desocupats. 217 eren cases i 16 eren apartaments. Dels 102 habitatges principals, 83 estaven ocupats pels seus propietaris, 17 estaven llogats i ocupats pels llogaters i 2 estaven cedits a títol gratuït; 1 tenia una cambra, 9 en tenien dues, 20 en tenien tres, 21 en tenien quatre i 50 en tenien cinc o més. 70 habitatges disposaven pel capbaix d'una plaça de pàrquing. A 59 habitatges hi havia un automòbil i a 32 n'hi havia dos o més.

### Piràmide de població
La piràmide de població per edats i sexe el 2009 era:
| Homes | Edats   | Dones |
| ----- | ------- | ----- |
| 0     | 95 o +  | 0     |
| 0     | 90 a 94 | 0     |
| 0     | 85 a 89 | 4     |
| 0     | 80 a 84 | 0     |
| 12    | 75 a 79 | 12    |
| 4     | 70 a 74 | 8     |
| 8     | 65 a 69 | 12    |
| 4     | 60 a 64 | 12    |
| 8     | 55 a 59 | 8     |
| 8     | 50 a 54 | 4     |
| 16    | 45 a 49 | 4     |
| 16    | 40 a 44 | 8     |
| 8     | 35 a 39 | 4     |
| 4     | 30 a 34 | 0     |
| 8     | 25 a 29 | 0     |
| 4     | 20 a 24 | 8     |
| 12    | 15 a 19 | 0     |
| 0     | 10 a 14 | 4     |
| 4     | 5 a 9   | 8     |
| 0     | 0 a 4   | 0     |

## Economia
El 2007 la població en edat de treballar era de 111 persones, 81 eren actives i 30 eren inactives. De les 81 persones actives 72 estaven ocupades (43 homes i 29 dones) i 8 estaven aturades (6 homes i 2 dones). De les 30 persones inactives 17 estaven jubilades, 3 estaven estudiant i 10 estaven classificades com a «altres inactius».

### Ingressos
El 2009 a Singles hi havia 87 unitats fiscals que integraven 167 persones, la mediana anual d'ingressos fiscals per persona era de 14.672 €.

### Activitats econòmiques
Dels 6 establiments que hi havia el 2007, 2 eren d'empreses de construcció, 3 d'empreses d'hostatgeria i restauració i 1 d'una empresa de serveis.
Dels 2 establiments de servei als particulars que hi havia el 2009, 1 era una fusteria i 1 empresa de construcció.
L'any 2000 a Singles hi havia 21 explotacions agrícoles que ocupaven un total de 686 hectàrees.

## Poblacions més properes
El següent diagrama mostra les poblacions més properes.